# أمراض الشبكية
امراض الشبكية (بالإنجليزية Retinal disease) هي الأمراض التي تصيب شبكية العين وبما أن الشبكية 
تعتبر المكان الوحيد في جسم الإنسان الذي يمكن فيه رؤية الأوعية الدموية الصغيرة رؤية مباشرة. لذا فإنها من الأماكن المهمة التي يمكن الكشف بواسطتها عن العديد من الأمراض كالسكري وضغط الدم وبعض أورام .

## أنواع أمراض الشبكية
- - مرض السكري : يؤدي إلى تغيرات كثيرة في الشبكية ومنها ظهور شعيرات دموية جديدة، وأنزفة مختلفة الأحجام وتليفات في الشبكية وفي الجسم الزجاجي وانفصال في الشبكية وضعف شديد في النظر. وكل هذا يؤدي إلى انعدام النظر.

ويمكن علاج هذه الحالة بعلاج مرض السكري نفسه بشكل متواصل وفعال، وبكي الشعيرات الدموية الجديدة بأشعة الليزر لتفادي نزفها، والتقليل من مضاعفات هذا المرض في العين.
ومهما يكن من أمر فإن التغيرات التي تحدث في الشبكية نتيجة هذا المرض لا يمكن اصلاحها ولكن يمكن وقف أو تأخير حدوث مضاعفات جديدة فيها بالعلاجات المذكورة أعلاه.
- -ارتفاع ضغط الدم الأساسي: والتهابات الكلى والتسمم الحملي فإنها جميعها تؤثر تأثيرا كبيرا في الشبكية وتظهر الأوعية الدموية هنا دقيقة ومتصلبة مما يؤدي إلى رشح دموي في الشبكية أو انتفاخات أو تلف في أنسجتها.
- - انسداد في الوريد الرئيسي الشبكي: ويكون فقدان النظر مادة مفاجئة ويؤدي إلى نزيف في أكثر أنحاء الشبكية وينتج عن ذلك ارتفاع في ضغط العين المصابة (ماء سوداء) ووجع شديد فيها خاصة بعد 3 أشهر من أصابتها وعدم نجاعة العلاج هنا وشدة الألم قد يرغمان الطبيب المعالج إلى ازالة العين في نهاية الأمر.
- - انسداد الشريان الشبكي الرئيسي: عندما تدخل جلطة (أو سدادة مهما كان نوعها أو مصدرها) الشريان الشبكي الرئيسي للعين فإنها تحرم الأنسجة الشبكية حرمانا تاما من المواد الغذائية والأوكسجين التي يحملهما الدم لها من خلال هذا الشريان، ويؤدي هذا إلى تلف كامل في أنسجة الشبكية، ويمكن أيضا أن يحدث هذا الانسداد الشرياني نتيجة انقباض في الأوعية الدموية التي ضاقط سابقا على أثر تغيرات مختلفة في انسجتها. ويساعد على حدوث هذا الانسداد عوامل كثيرة من أهمها:

1- ضيق في الشريان السباتي الموجود في العنق.
2- ارتفاع ضغط الدم.
3- التهابات في الأوعية الدموية الصدغية.
4- مرض السكري.
5- أمراض القلب.
6- أمراض تسبب ضيقا في الأوعية الدموية.

## الأعراض
1- فقدان النظر المفاجئ الذي لا يصحبه أي ألم أو وجع في العين.
2- اتساع في حدقة العين المصابة والتي لا تضيق أو تتحرك حركة ملحوظة عند تسليط الضوء عليها.
3-فقدان الشبكية ملامحها الواضحة ولمعانها المألوف. وتبدو اللطخة الصفراء نقطة حمراء ظاهرة في وسط الشبكية الشاحب.
4-ضيق الشرايين .وظهور نقاط متجمدة متفرقة من الدم الساكن.

## وصلات خارجية
http://www.healthinsite.gov.au/topics/Retinal_Diseases
- Eyetalk - Forum for Retinal Screeners
- The Importance of Being Cilia Accessible article at Howard Hughes Medical Institute on the importance and extensive use of هدب and basal bodies in many organ systems of human physiology, including for transfer of retinal nutrients.